# Bohnerwachs

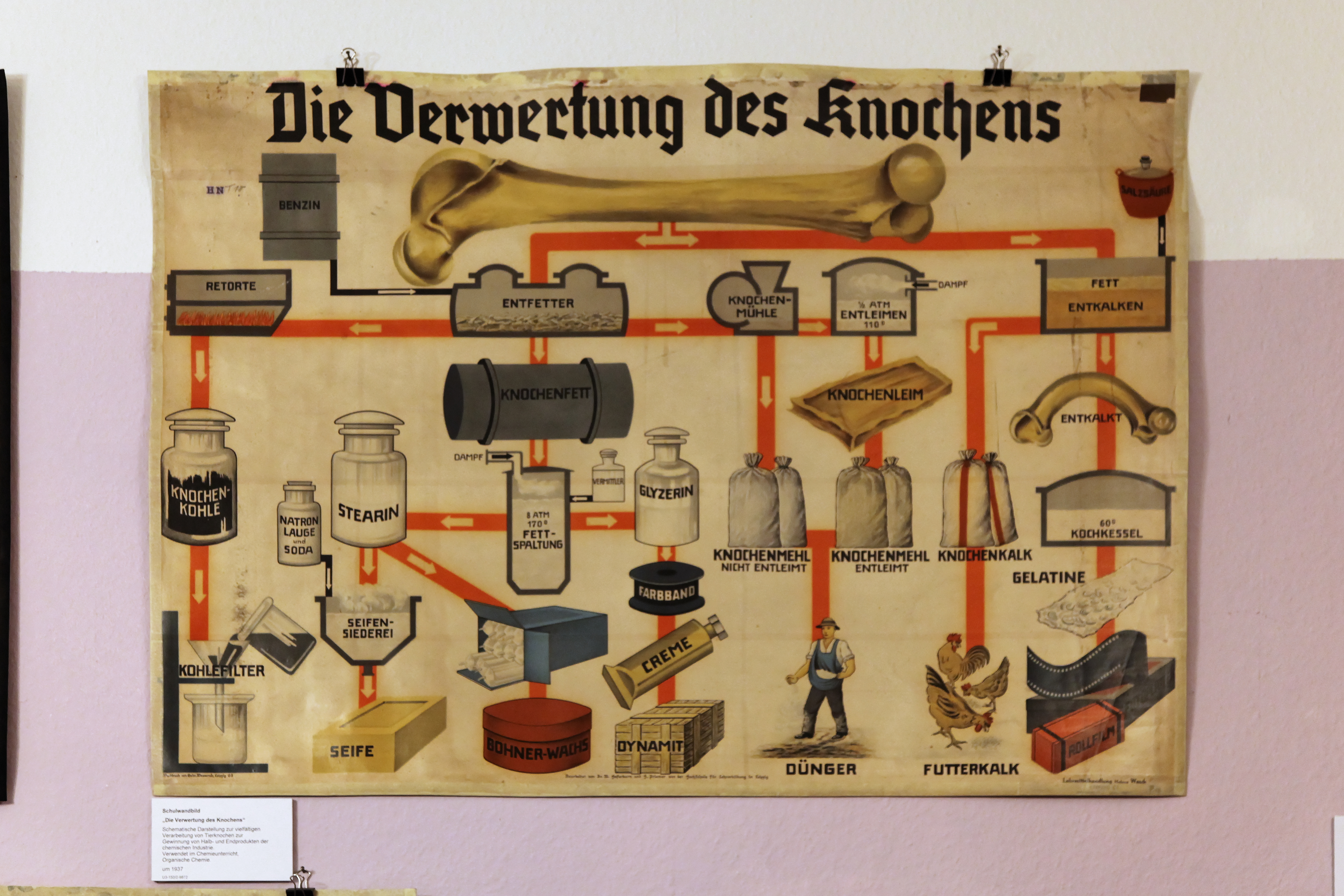
Bohnerwachs auf der Schautafel „Die Verwertung des Knochens“

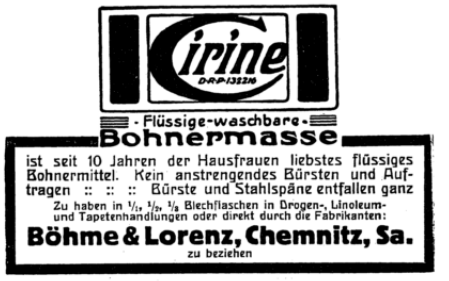
Werbung für Cirine Bohnermasse (1912)

Bohnerwachs (in Österreich  Bodenwachs, in der Schweiz Bodenwichse) ist ein Wachs, das zu den sogenannten „polierenden Wachsen“ gezählt wird. Es existiert in flüssiger und fester Form und verleiht Oberflächen nach weiterer Behandlung mit der Bohnerbürste ein glänzendes Aussehen. Das Wachs wird farblos oder mit Pigmenten eingefärbt angeboten. In Verbindung mit Holzspänen entstehen Kehrspäne, die zur Staubbindung und zur Bodenpflege als Hilfsmittel zum Fegen eingesetzt werden. Seit der zweiten Hälfte des 19. Jahrhunderts wird Bohnerwachs industriell produziert und als Fertigprodukt verkauft, vorher wurde es oft im Haushalt selbst hergestellt.

## Anwendung
Das Bohnerwachs wird mit einem Tuch aufgetragen und nach dem Trocknen mit einer schweren, speziellen Bohnerbürste, auch Bohnerbesen oder „Blocker“ genannt, poliert. Bei größeren zu bearbeitenden Flächen dienen dazu Bohnermaschinen. Ursprünglich wurden Holzböden wie Parkett oder Dielenböden mit Bohnerwachs behandelt, später wurde es auch für Böden aus Linoleum oder PVC verwendet. Die früher verwendeten Lösungsmittel im Wachs hatten oft einen starken und unangenehmen Geruch, der heute noch vielen älteren Menschen in Erinnerung geblieben ist.

## Etymologie
Die Begriffe „bohnern“ und entsprechend „Bohner“ und „Bohnerwachs“ existierten schon im 19. Jahrhundert neben dem damals noch gebräuchlicheren „bohnen“. Die im Internet verbreitete etymologische Ableitung von einem fiktiven „Beauner Wachs“ ist nur ein Hoax.
Das Wort „bohnern“ leitet sich vom niederdeutschen „bohnen“ ab, was so viel wie „polieren“ bedeutet. Seit dem 18. Jahrhundert gehört es zum allgemeinen deutschen Wortschatz.